# Ślazowo
Ślazowo (deutsch Malwinenvorwerk) ist eine Ortschaft in der Woiwodschaft Westpommern in Polen. Sie gehört zur Gmina Przelewice (Gemeinde Prillwitz)  im Powiat Pyrzycki (Pyritzer Kreis).

## Geographische Lage
Die Ortschaft liegt in Hinterpommern, etwa 50 Kilometer südöstlich von Stettin und etwa 12 Kilometer südöstlich der Kreisstadt Pyritz.

## Geschichte
Die Ortschaft geht auf das Vorwerk Groß Lindenbusch zurück. Das Vorwerk Groß Lindenbusch wurde auf der Feldmark des neumärkischen Gutes (Klein) Lindenbusch, etwa 3 Kilometer östlich des Ortes, angelegt. Groß Lindenbusch wurde im 18. Jahrhundert, aber noch vor 1718, zum pommerschen Rittergut Prillwitz gelegt. Wohl in Abgrenzung zum Vorwerk Groß Lindenbusch wurde das bisherige Lindenbusch „Klein Lindenbusch“ genannt.
In Ludwig Wilhelm Brüggemanns Ausführlicher Beschreibung des gegenwärtigen Zustandes des Königlich-Preußischen Herzogtums Vor- und Hinterpommern (1784) ist „Groß Lindenbusch mit einer Schäferey“ als eines von zwei auf der Feldmark von Prillwitz gelegenen Vorwerken erwähnt.
Als Vorwerk von Prillwitz gehörte Groß Lindenbusch den jeweiligen Gutsbesitzern von Prillwitz, darunter August Heinrich von Borgstede, der 1799 das Gut Prillwitz kaufte und es zu einem modernen Wirtschaftsbetrieb umbaute. Im Jahre 1813 waren dem Vorwerk Groß Lindenbusch 2250 Morgen Land zugeordnet. Borgstede verkaufte Prillwitz 1821 an den Prinzen August von Preußen. Dieser nutzte Prillwitz als sommerlichen Wohnsitz für sich und seine Geliebte Auguste Arend, seit 1825 Auguste von Prillwitz. Im Jahre 1836 erwirkte der Prinz die Genehmigung, das Vorwerk Groß Lindenbusch nach seiner ältesten Tochter aus dieser Verbindung, der 1819 geborenen Malwine von Prillwitz, zu benennen. Der neue Ortsname wurde „Malvinen-Vorwerk“, später „Malwinenvorwerk“ geschrieben.
Im Jahre 1910 wurden in Malwinenvorwerk, das zum Gutsbezirk Prillwitz gehörte, 200 Einwohner gezählt. Später wurde Malwinenvorwerk mit dem Gutsbezirk Prillwitz in die Landgemeinde Prillwitz eingemeindet.
Bis 1945 bildete Malwinenvorwerk einen Wohnplatz der Gemeinde Prillwitz und gehörte mit dieser zum Kreis Pyritz der preußischen Provinz Pommern.
Nach dem Zweiten Weltkrieg kam Malwinenvorwerk, wie ganz Hinterpommern, an Polen. Die Bevölkerung wurde vertrieben und durch Polen ersetzt. Der Ort erhielt den polnischen Ortsnamen „Ślazowo“. Heute bildet der Ort ein eigenes Schulzenamt in der Gmina Przelewice (Gemeinde Prillwitz), zu dem auch der Wohnplatz Myśliborki (Mützelburg) gehört.